# Puente Natural (Aruba)
El Puente Natural (en neerlandés: natuurlijke brug) era una atracción turística en la isla de Aruba un territorio autónomo del Reino de los Países Bajos en el mar Caribe. El puente se formó naturalmente de piedra caliza coralina. Se derrumbó el 2 de septiembre de 2005.
El arco natural, que medía aproximadamente 25 pies (7,6 m) de altura y 100 pies (30 m) de largo, era el remanente de una antigua cueva. Fue el puente natural más largo del Caribe. Otros puentes naturales más pequeños además, siguen presentes en la isla, uno situado al lado de los restos del puente derrumbado.
Los restos son todavía un lugar popular para visitar y hay un pequeño Puente natural visible.

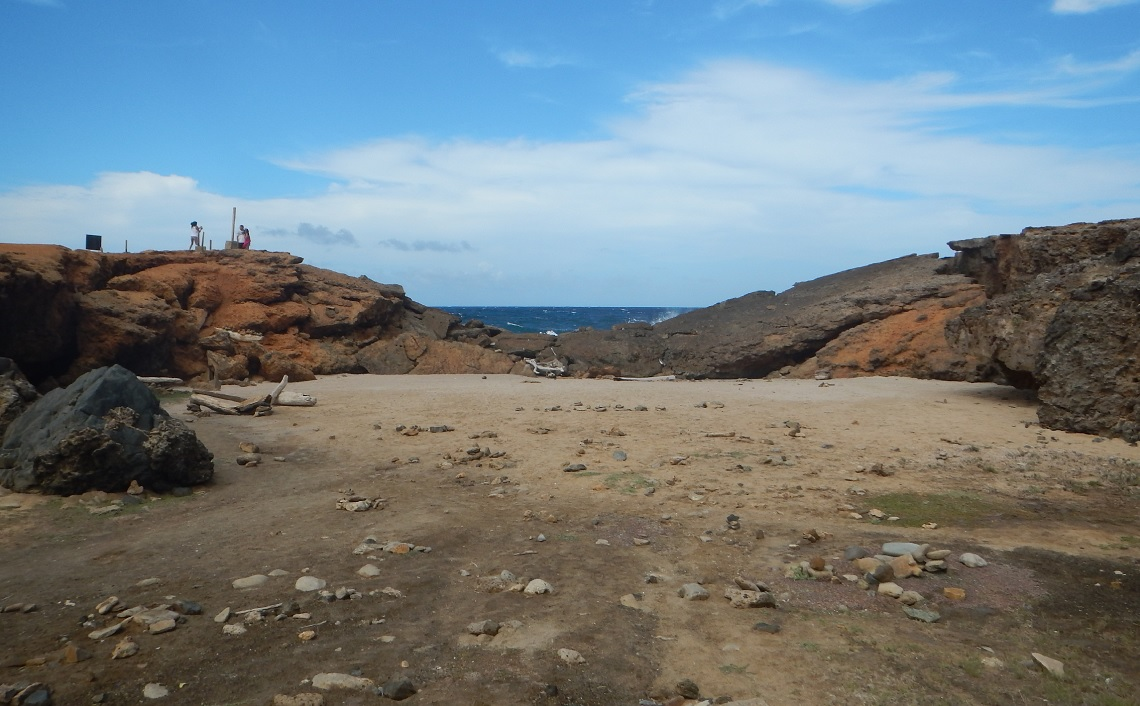
El puente en ruinas en 2013